# Skřítek
Skřítek is een Tsjechische komediefilm uit 2005. De film is geregisseerd door Tomáš Vorel en gefilmd in slapstickstijl. De film bevat slechts dialogen in een fantasietaal.

## Verhaal
Een geheimzinnige dwerg slaat een gezin en zijn dorpsgenoten gade. De vader heeft een affaire met een collega en verlaat zijn vrouw. Zijn zoon is vegetariër, skater en wietroker en komt met tegenzin bij zijn vader in het slachthuis werken.

## Rolverdeling
- Bolek Polívka - vader
- Eva Holubová - moeder
- Tomáš Vorel jr. - zoon